# Urząd skarbowy
Treść tego artykułu od 2015-12 należy opracować w taki sposób, aby nie uwypuklała nadmiernie polskiej specyfiki / aby nie zawężała się tylko do polskich warunków
 Po wyeliminowaniu niedoskonałości należy usunąć szablon {{Dopracować}} z tego artykułu.

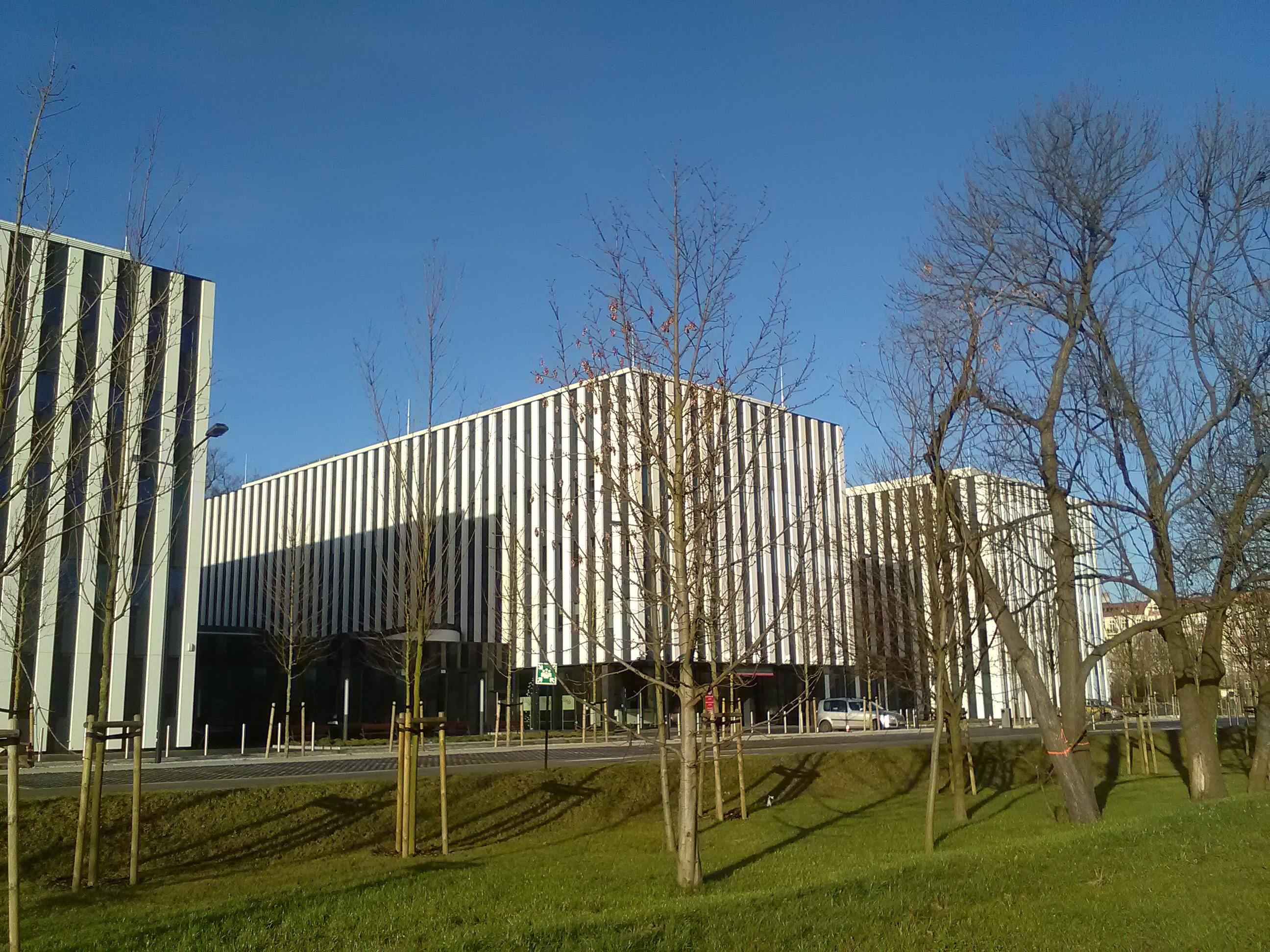
Pierwszy Urząd Skarbowy w Poznaniu, Izba Administracji Skarbowej w Poznaniu i Urząd Skarbowy Poznań-Wilda - Zespół Jednostek Skarbowych w Poznaniu

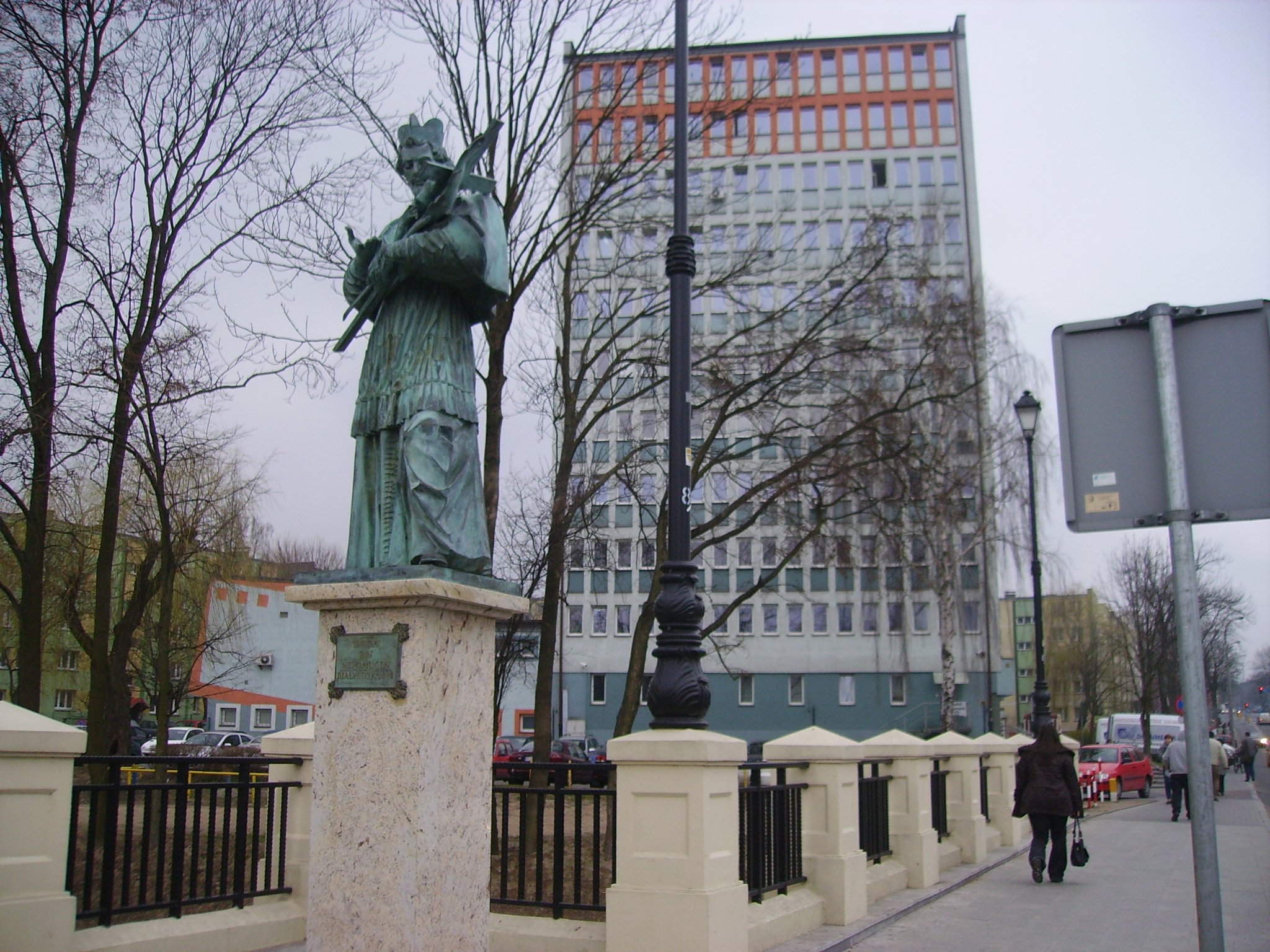
Pierwszy Urząd Skarbowy w Białymstoku

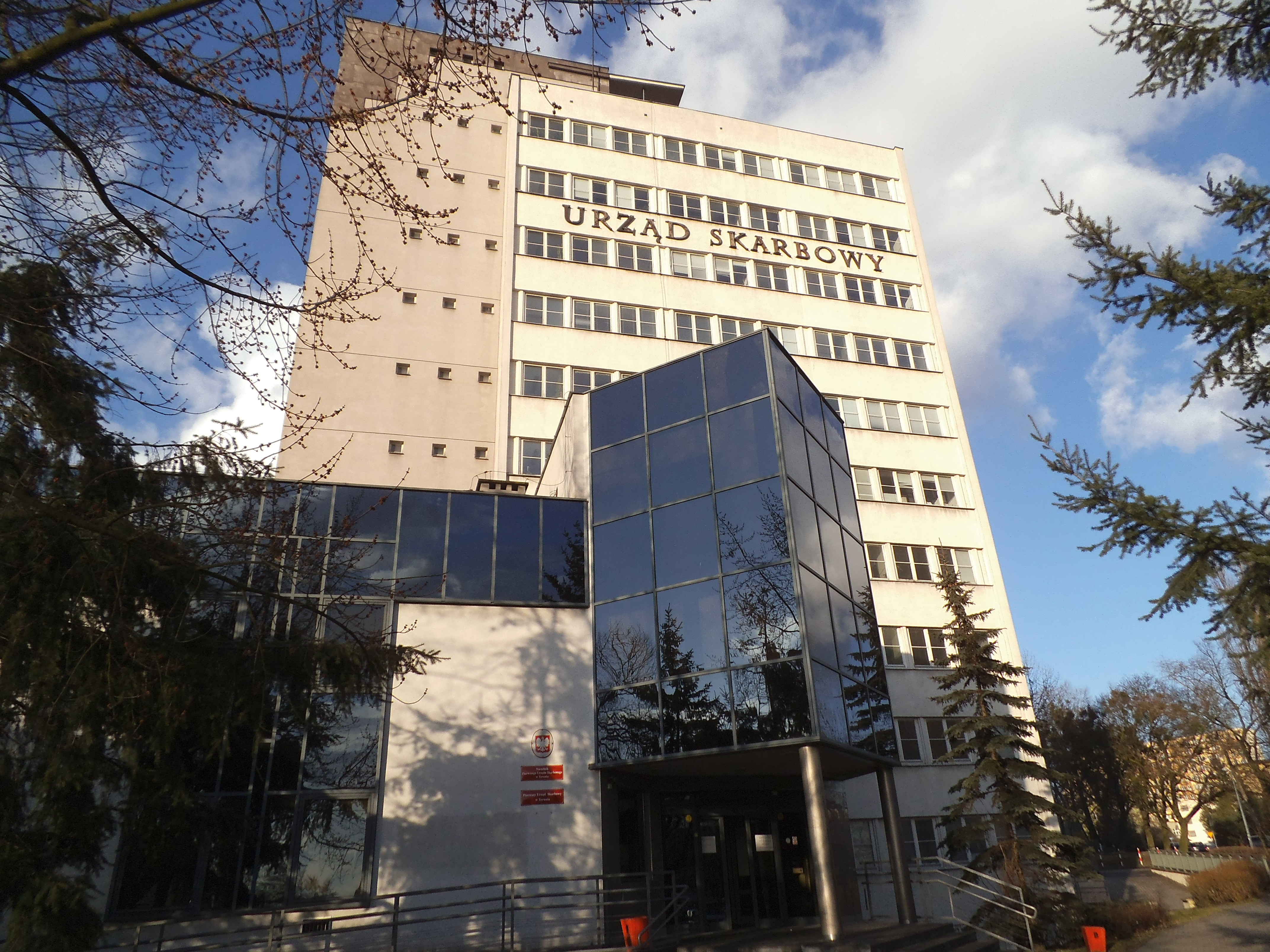
Pierwszy Urząd Skarbowy w Toruniu

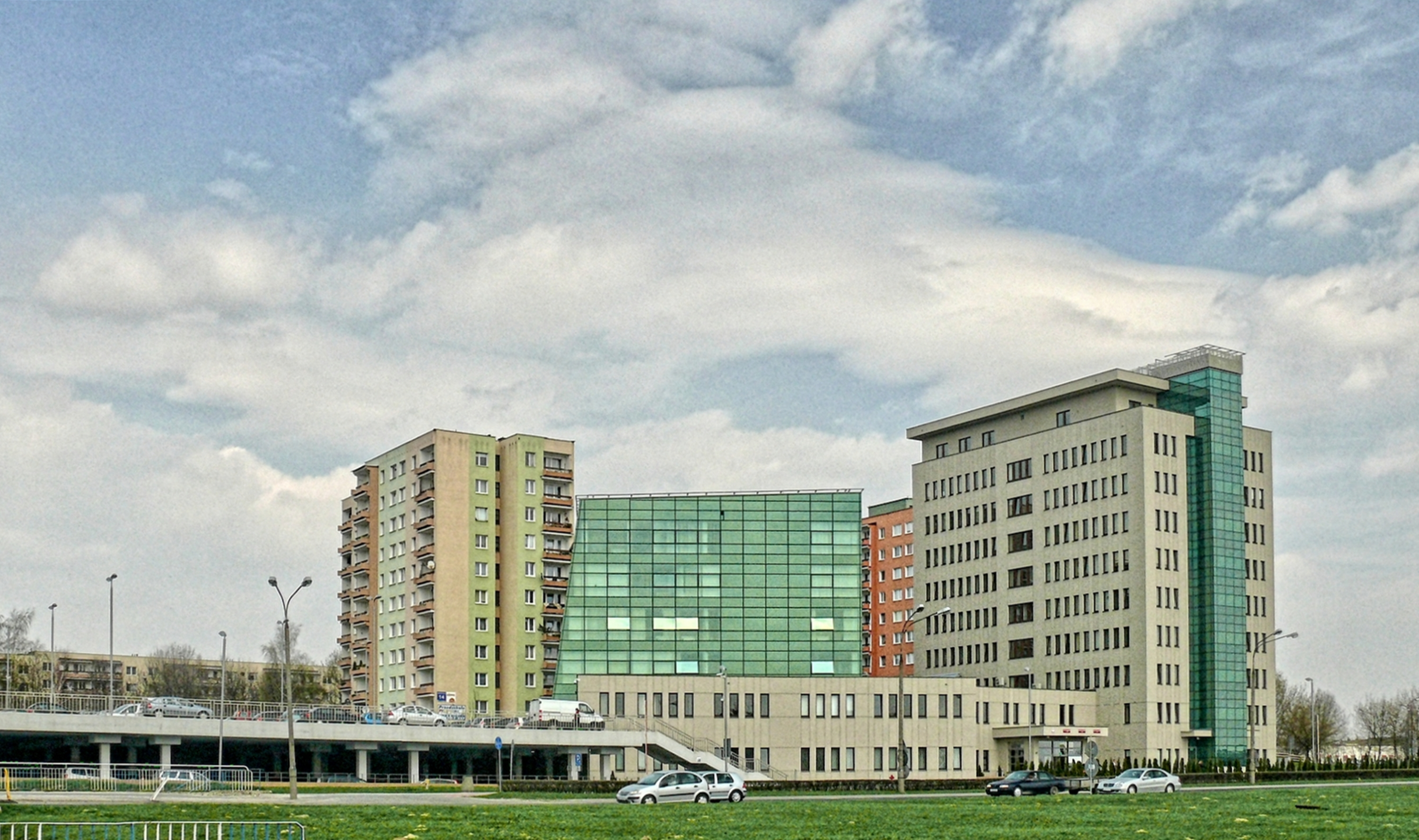
Drugi Urząd Skarbowy w Lublinie

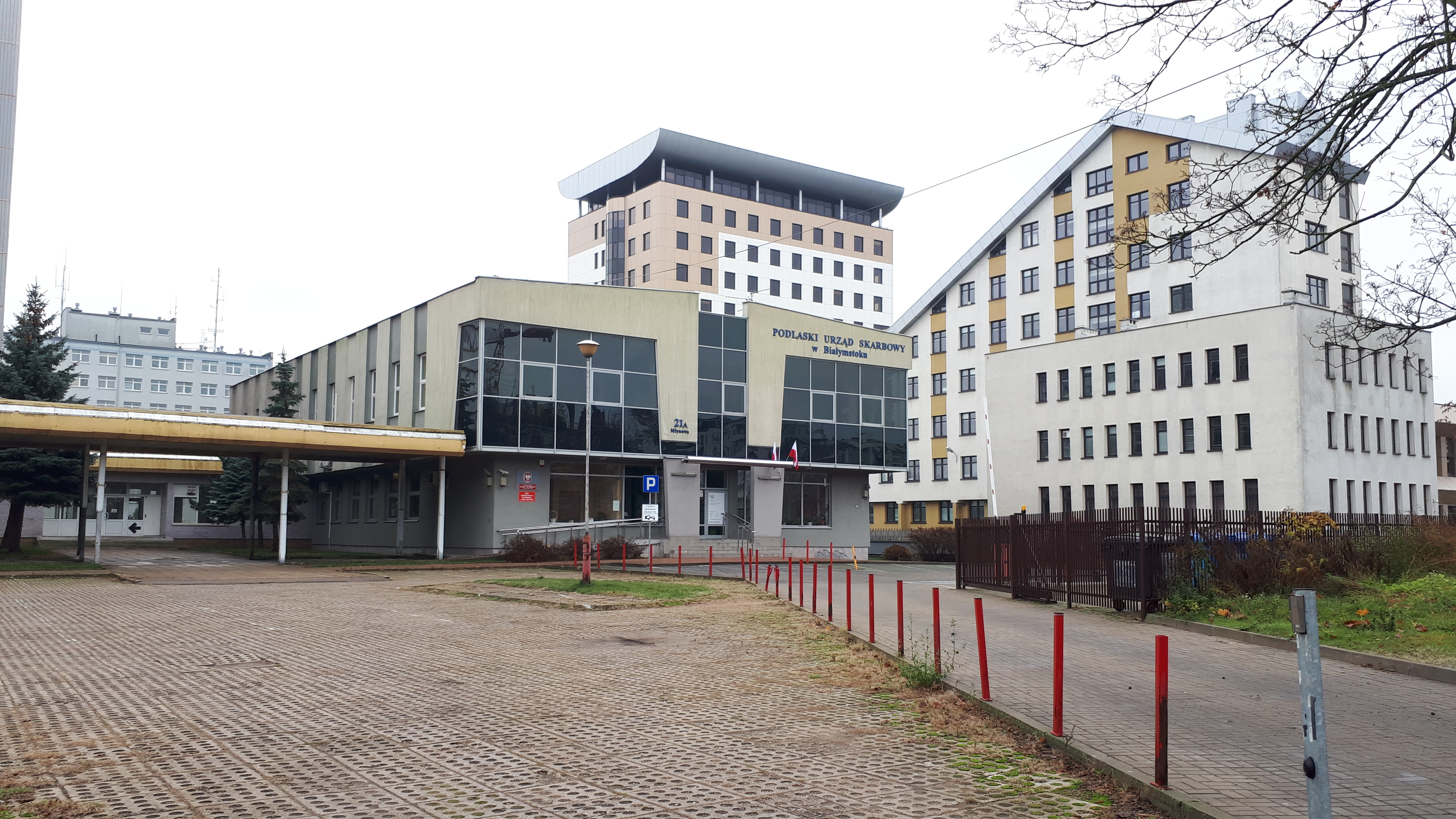
Podlaski Urząd Skarbowy w Białymstoku

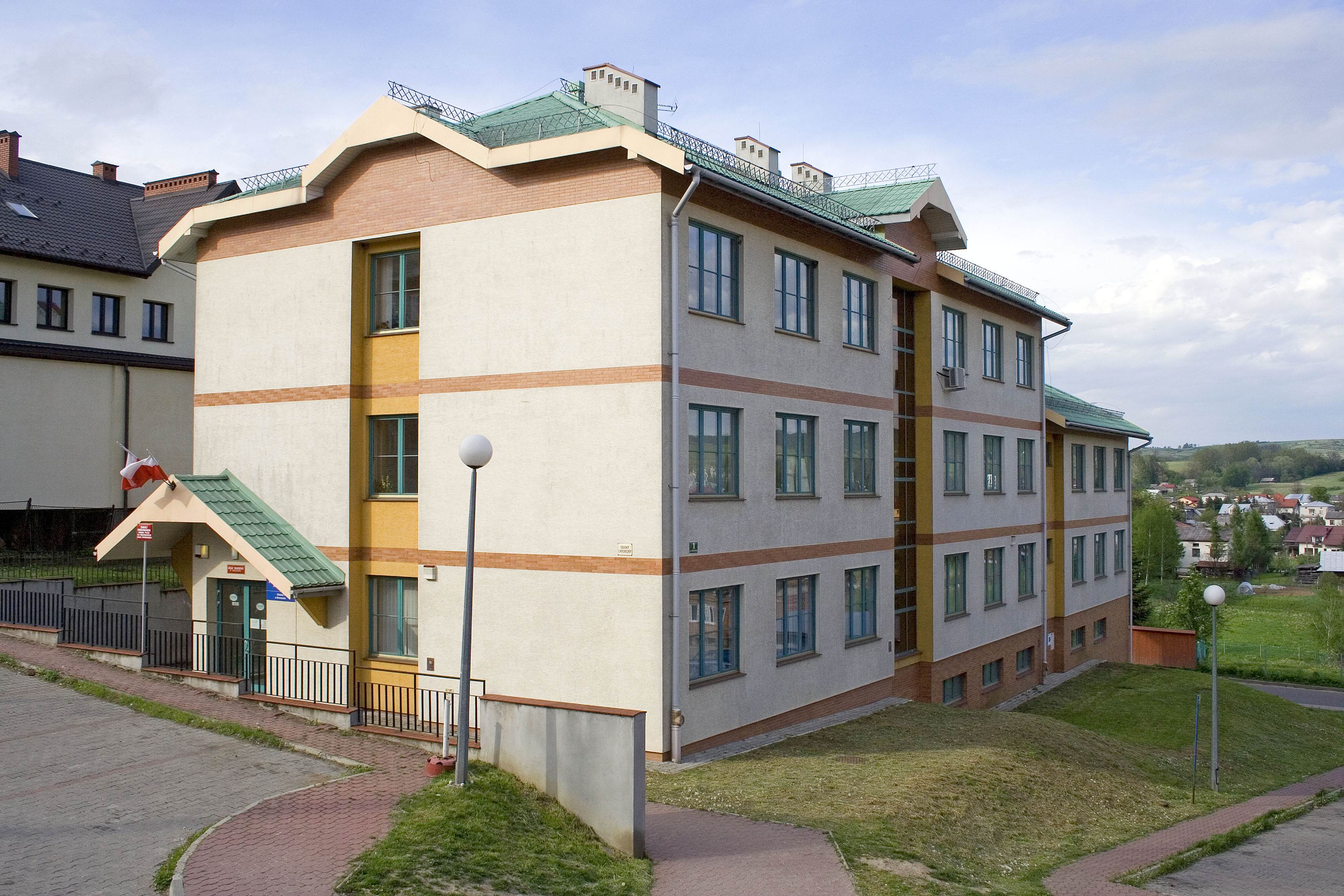
Urząd Skarbowy w Brzozowie

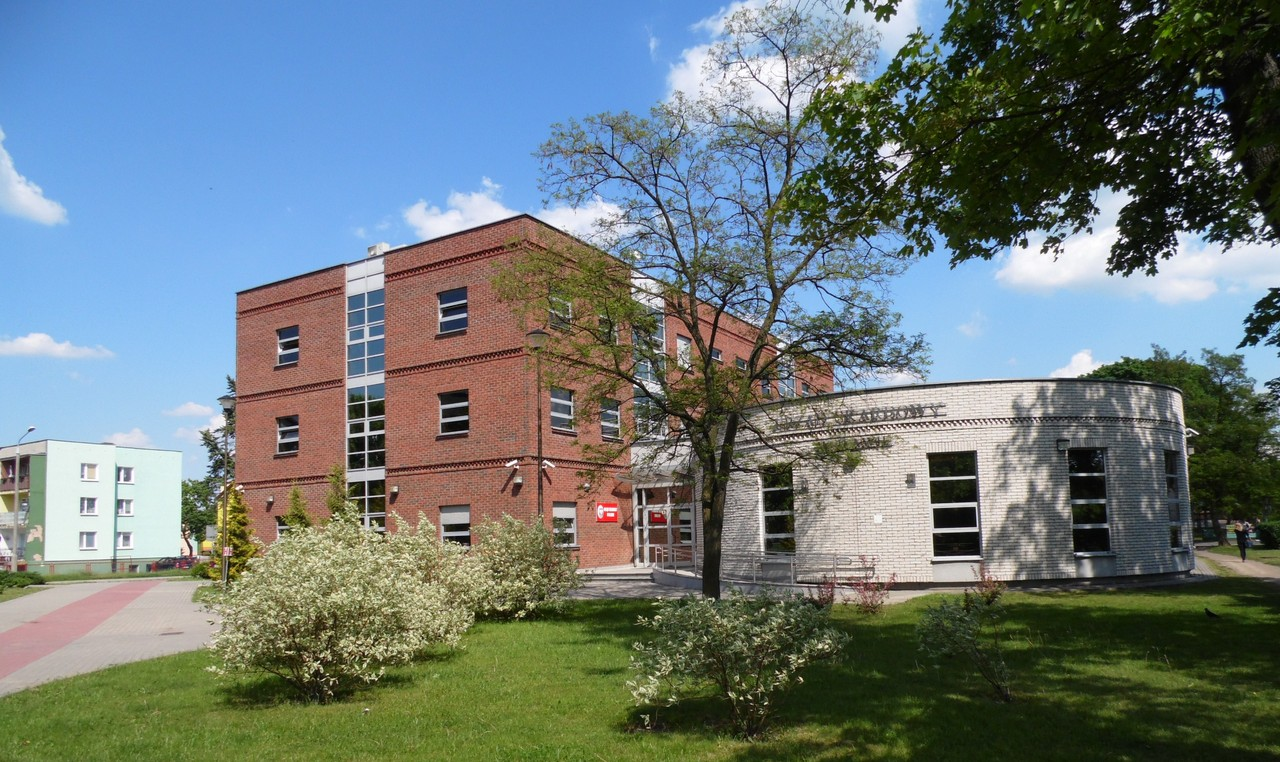
Urząd Skarbowy w Iławie

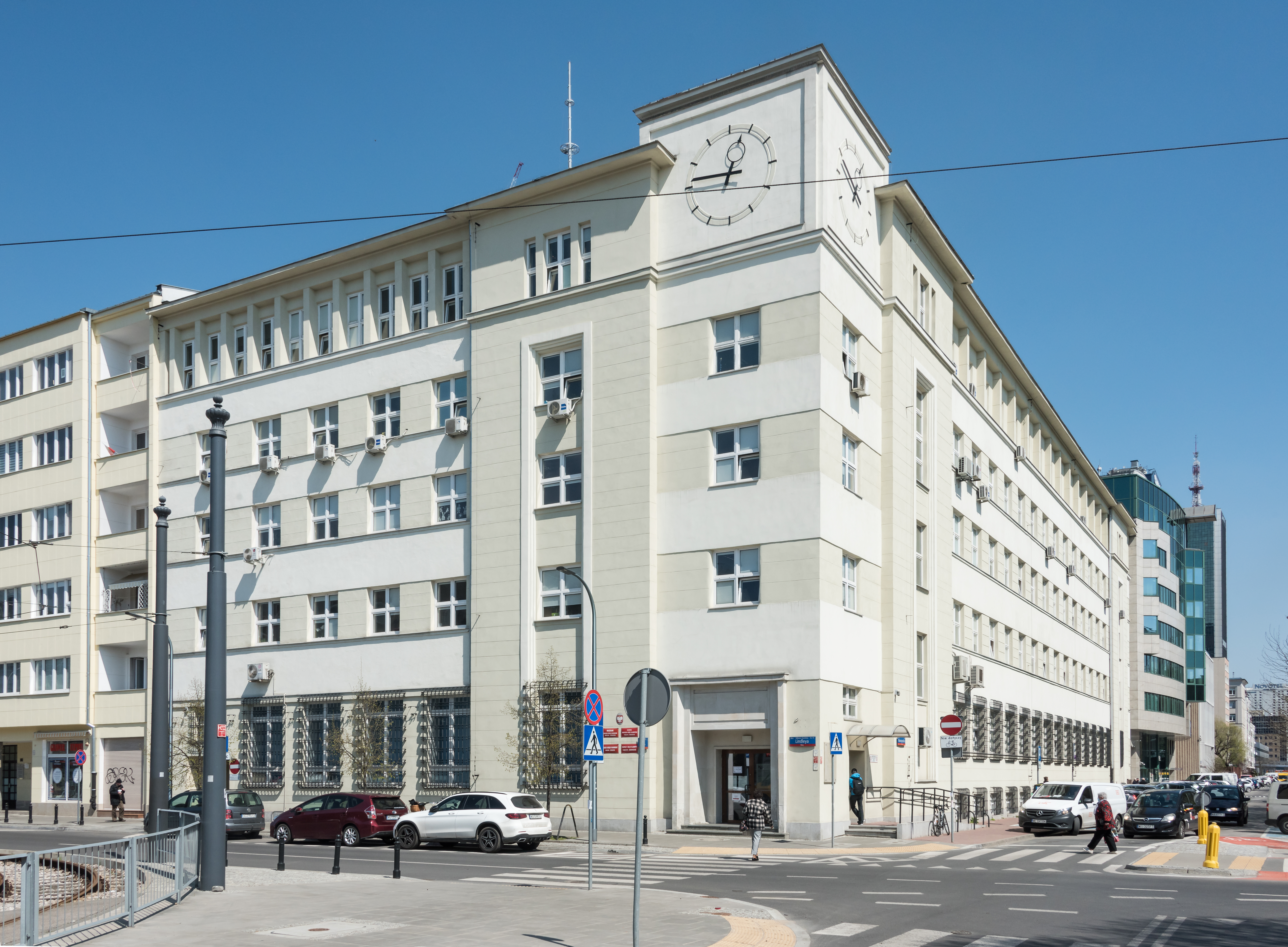
Pierwszy i Trzeci Urząd Skarbowy Warszawa-Śródmieście w Warszawie

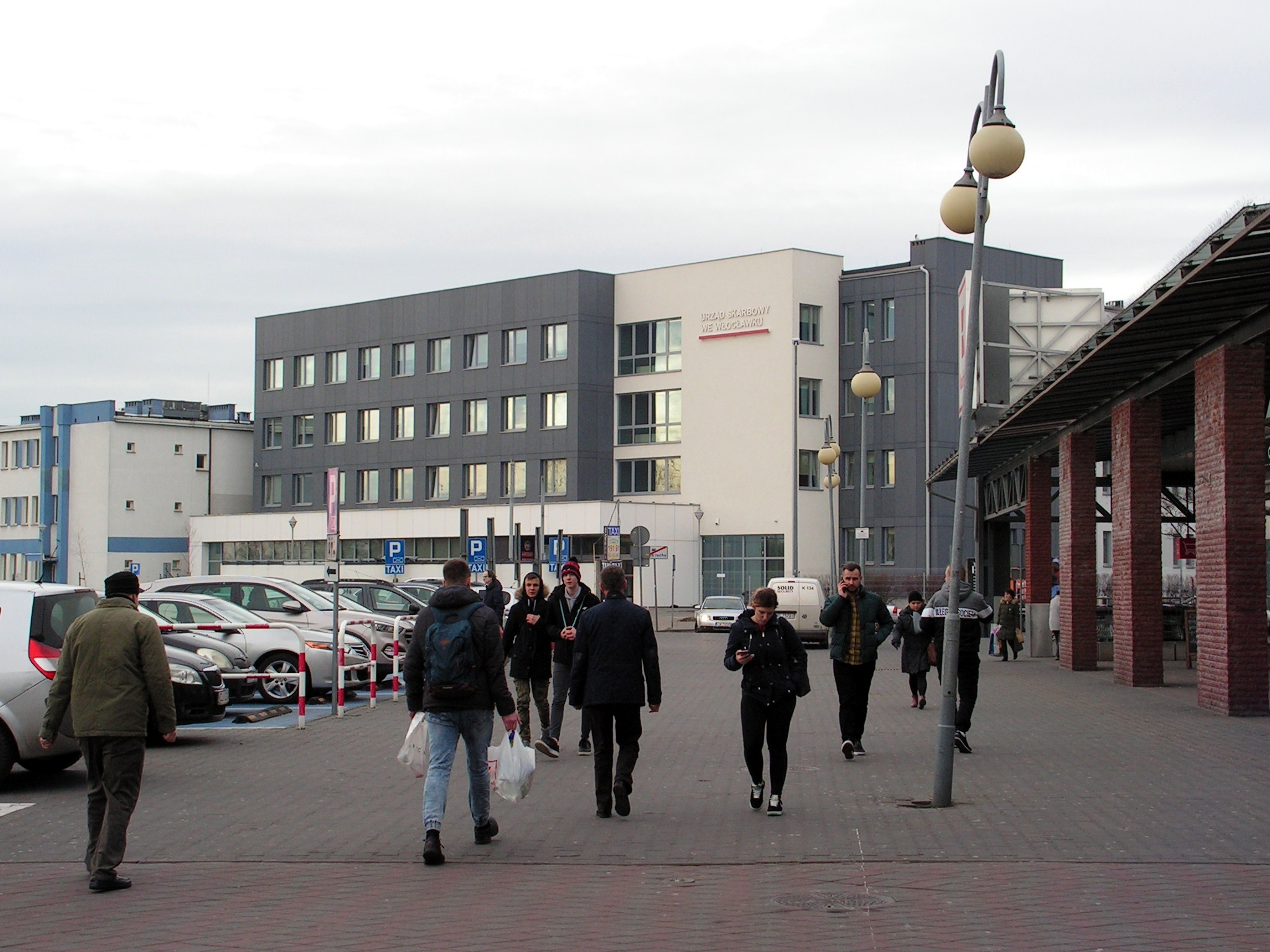
Urząd Skarbowy we Włocławku

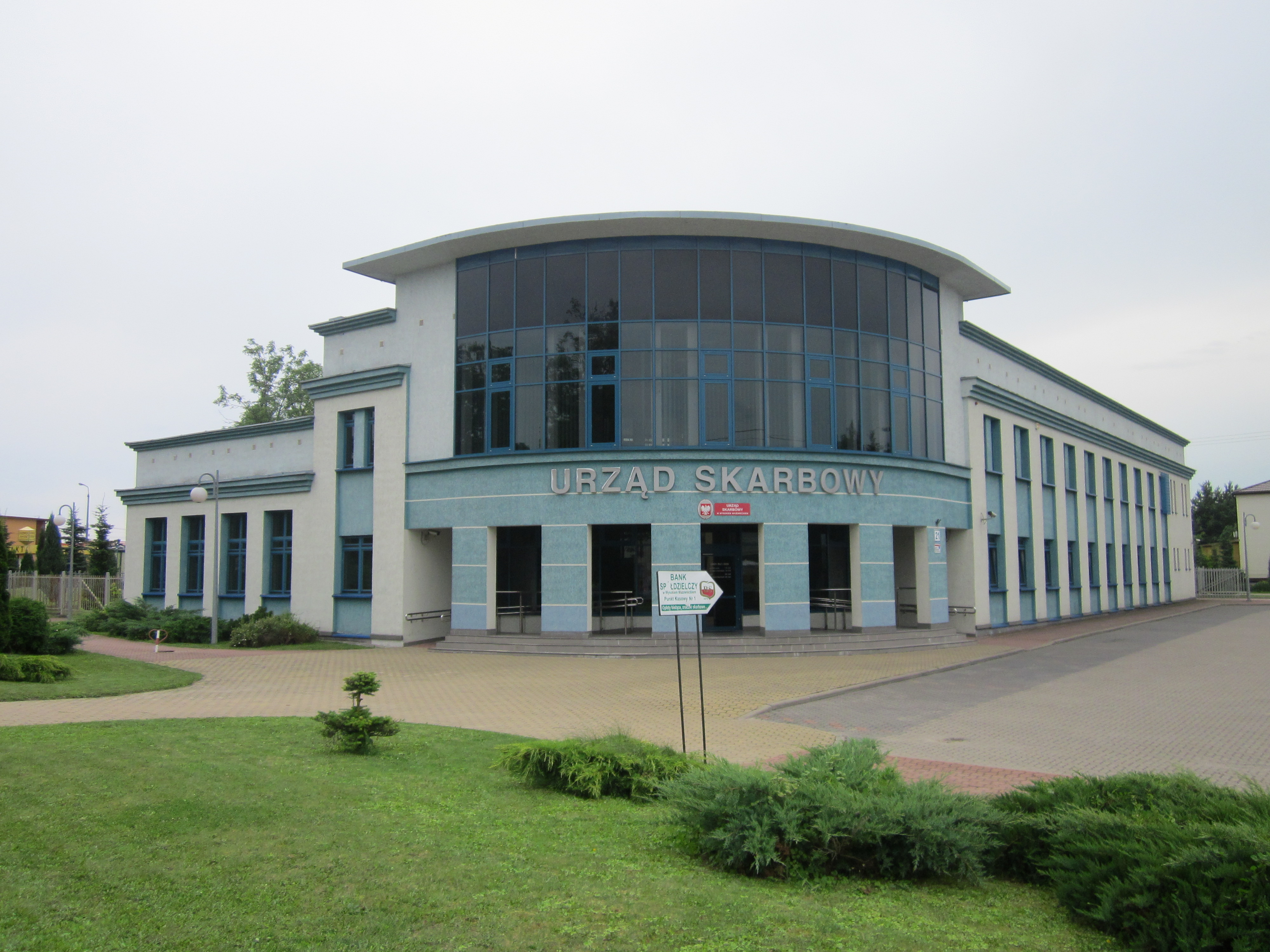
Urząd Skarbowy w Wysokiem Mazowieckiem

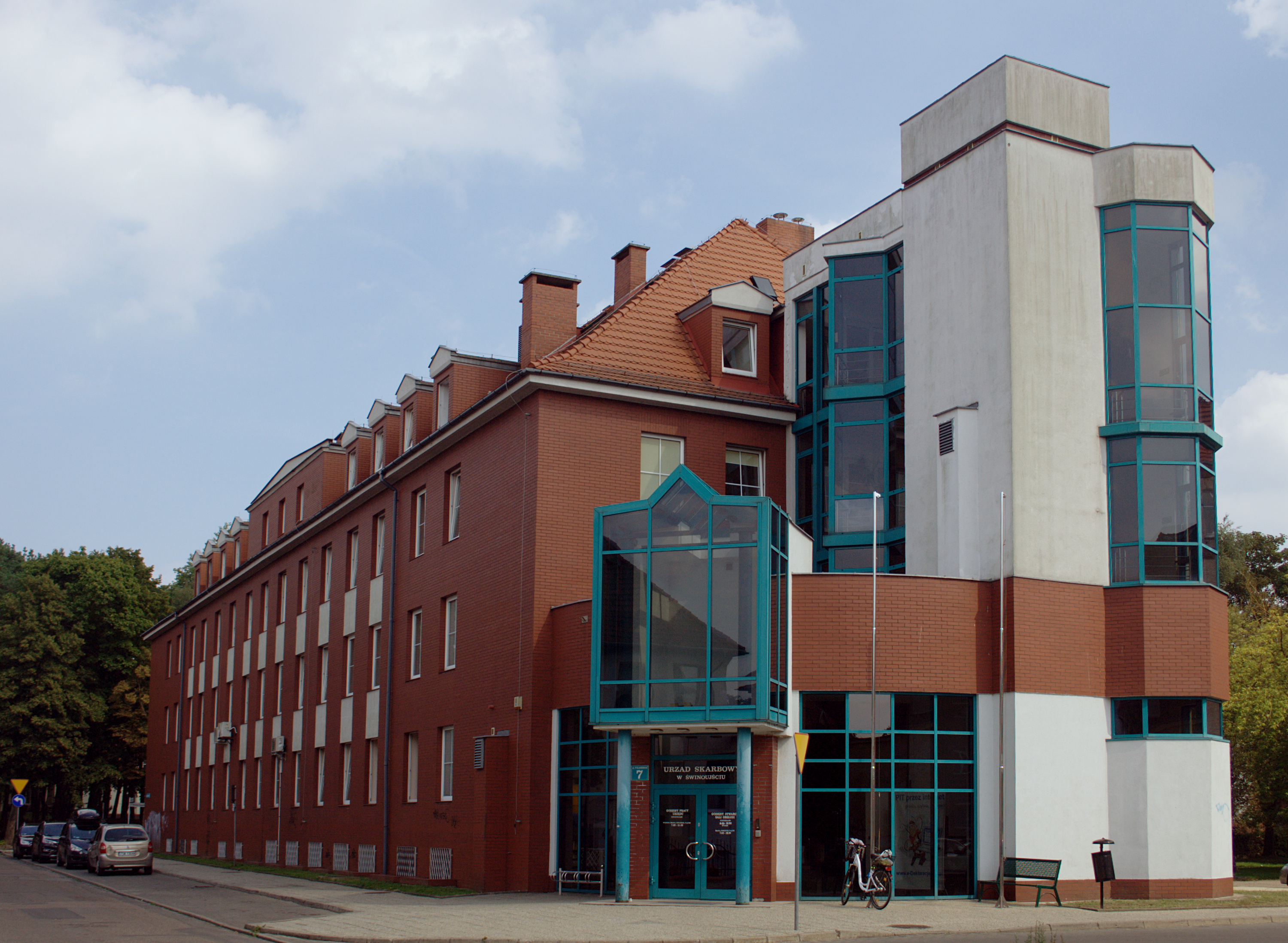
Urząd Skarbowy w Świnoujściu

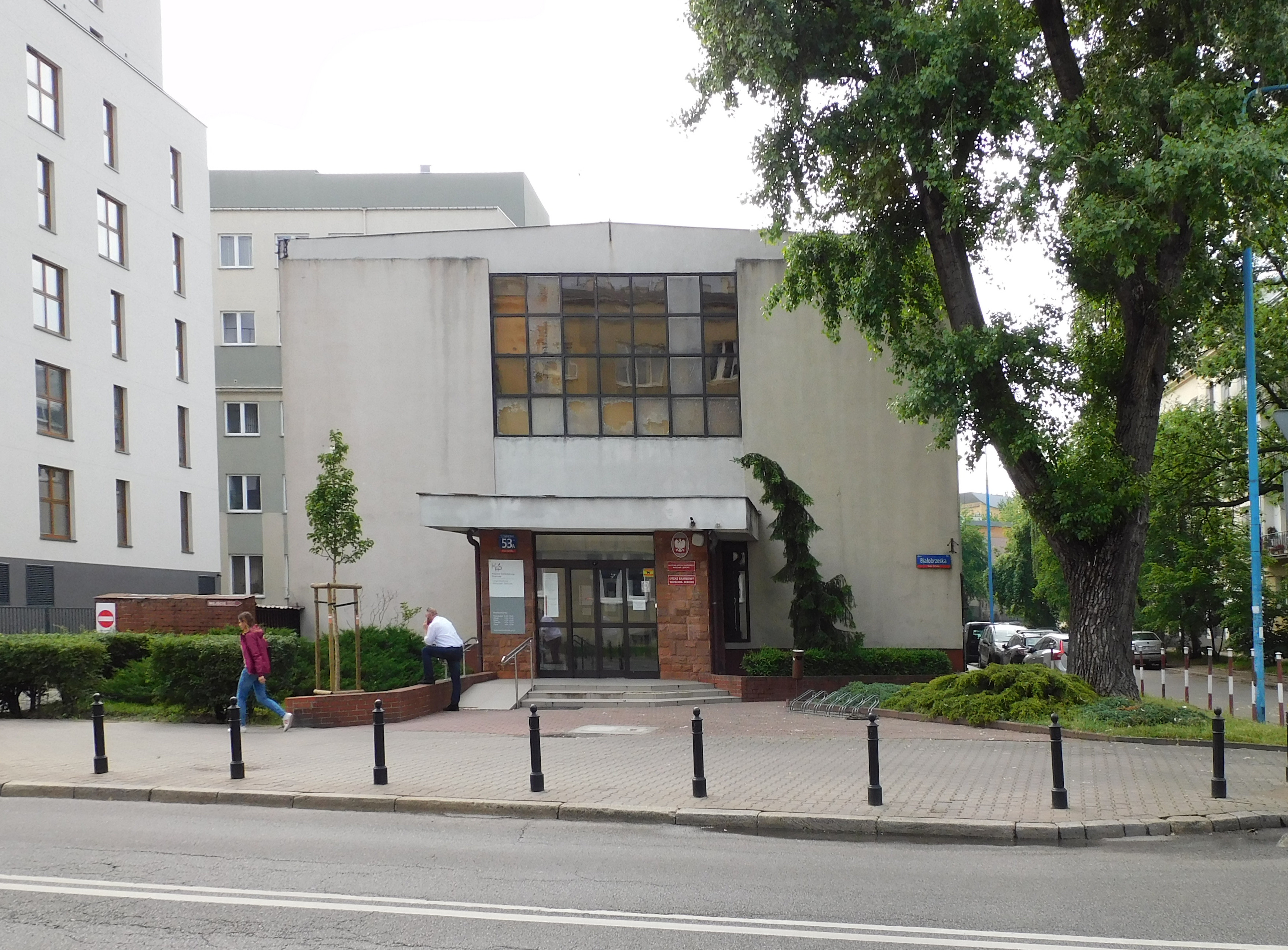
Urząd Skarbowy Warszawa-Bemowo

Urząd skarbowy – jednostka Krajowej Administracji Skarbowej obsługująca naczelnika urzędu skarbowego, który jest organem administracji niezespolonej podlegającym ministrowi właściwemu do spraw finansów publicznych. Naczelnik urzędu skarbowego jest organem podatkowym pierwszej instancji, organem egzekucyjnym a także finansowym organem postępowania przygotowawczego. Organem odwoławczym od decyzji naczelnika urzędu skarbowego jest dyrektor izby administracji skarbowej. Naczelnik urzędu skarbowego jest upoważniony do prowadzenia czynności sprawdzających, kontroli podatkowej oraz postępowania podatkowego.

## Wyspecjalizowane urzędy skarbowe
Wyspecjalizowanymi urzędami skarbowymi są urzędy skarbowe do obsługi niektórych kategorii podatników. Zalicza się tu tzw. duże (wojewódzkie) urzędy skarbowe oraz II Urząd Skarbowy Warszawa-Śródmieście.

### Wojewódzkie urzędy skarbowe
20 wyspecjalizowanych urzędów skarbowych powołanych z dniem 1 stycznia 2004 r. do obsługi niektórych kategorii podatników, tj:
- ze względu na podmiot – gdy podatnik jest:
  - podatkową grupą kapitałową,
  - bankiem,
  - zakładem ubezpieczeń,
  - spółką giełdową
  - funduszem inwestycyjnym
  - funduszem emerytalnym
  - oddziałem lub przedstawicielstwem przedsiębiorstwa zagranicznego
- ze względu na przedmiot – gdy podatnik będący osobą prawną lub jednostką organizacyjną nieposiadającą osobowości prawnej:
  - w ostatnim roku podatkowym osiągnął przychód roczny netto co najmniej 5 mln euro,
  - jako rezydent bierze udział bezpośrednio lub pośrednio w zarządzaniu przedsiębiorstwami położonymi za granicą lub w ich kontroli albo posiada udział w ich kapitale,
  - jest zarządzany bezpośrednio lub pośrednio przez nierezydenta lub nierezydent posiada co najmniej 5% głosów na zgromadzeniu wspólników albo na walnym zgromadzeniu,
  - jako rezydent jednocześnie bezpośrednio lub pośrednio bierze udział w zarządzaniu podmiotem krajowym i zagranicznym lub w jego kontroli albo posiada jednocześnie udział w kapitale takich podmiotów.

Ze względu na zakres terytorialny, tj. całe bądź część województwa, te wyspecjalizowane urzędy często określane są mianem dużych lub wojewódzkich urzędów skarbowych. Oficjalnie, noszą one nazwę odpowiadającą nazwie województwa, w którym jest ich siedziba, np. Trzeci Mazowiecki Urząd Skarbowy, Dolnośląski Urząd Skarbowy, Drugi Śląski Urząd Skarbowy, Pomorski Urząd Skarbowy itp.

### Szczególne urzędy skarbowe
Drugi Urząd Skarbowy Warszawa-Śródmieście jest właściwy w sprawach:
- obsługi wszystkich podatników mających siedzibę lub miejsce zamieszkania zagranicą wynikającej z art. 3 ust. 3 pkt 2 oraz ust. 4 ustawy o podatku od towarów i usług
- szczególnej procedury rozliczania podatku od towarów i usług wobec usług elektronicznych (dotyczy podmiotów zagranicznych świadczących na terytorium Wspólnoty usługi elektroniczne osobom niepodlegającym opodatkowaniu), o której mowa w art. 131 – art. 134 ustawy o podatku od towarów i usług
- zwrotu podatku od towarów i usług:
  - przedstawicielstwom dyplomatycznym, urzędom konsularnym oraz członkom personelu tych przedstawicielstw i urzędów a także innym osobom zrównanym z nimi na podstawie ustaw lub zwyczajów międzynarodowych
  - instytucjom Wspólnot Europejskich posiadającym siedzibę lub przedstawicielstwo na terytorium Polski
  - uprawnionym podmiotom zagranicznym nieposiadającym siedziby, miejsca zamieszkania albo stałego miejsca prowadzenia działalności na terytorium Polski, niezarejestrowanym na potrzeby podatku od towarów i usług na terytorium Polski
  - Siłom Zbrojnym Państw – Stron Traktatu Północnoatlantyckiego oraz Siłom Zbrojnym Państw – Stron Traktatu Północnoatlantyckiego uczestniczących w Partnerstwie dla Pokoju, w przypadku zakupów dokonanych przez Ministra Obrony Narodowej lub upoważnionego przez niego Prezesa Agencji Mienia Wojskowego, Dowódcę Wojsk Lądowych oraz Dowódcę Wojsk Lotniczych i Obrony Powietrznej lub odpowiednio upoważnionych przez nich dowódców wojskowych jednostek budżetowych
- określonych w art. 3 ustawy o zasadach ewidencji i identyfikacji podatników i płatników dla:
  - podatników niebędących podatnikami podatku dochodowego niemających miejsca zamieszkania lub siedziby w Polsce (art. 4 pkt 3 lit. b)
  - płatników podatków oraz płatników składek ubezpieczeniowych, niebędących jednocześnie podatnikami, o których mowa w pkt 1–3 jeżeli nie można ustalić właściwości ze względu na miejsce zamieszkania lub siedzibę płatnika (art. 4 pkt 4)
- dotyczących przypadków niemożności ustalenia właściwości miejscowej organu podatkowego w sposób, o którym mowa w ust. 1 ustawy o podatku od czynności cywilnoprawnych.

## Rodzaje stanowisk pracy w urzędach skarbowych
Stanowiska urzędowe spotykane w urzędach skarbowych:
- wyższe stanowiska w służbie cywilnej:
  - naczelnik
  - zastępca naczelnika
- stanowiska koordynujące w służbie cywilnej:
  - kierownik działu
  - kierownik referatu
- stanowiska samodzielne w służbie cywilnej:
  - radca skarbowy
  - główny ekspert skarbowy
  - starszy ekspert skarbowy
  - ekspert skarbowy
  - oskarżyciel skarbowy
- stanowiska specjalistyczne w służbie cywilnej:
  - starszy kontroler skarbowy
  - kontroler skarbowy
  - młodszy kontroler skarbowy
  - starszy kontroler rozliczeń
  - kontroler rozliczeń
  - starszy poborca skarbowy
  - starszy informatyk
  - informatyk
- stanowiska wspomagające w służbie cywilnej:
  - samodzielny referent
  - starszy referent
  - referent
  - starszy księgowy
  - księgowy
  - poborca skarbowy
  - młodszy informatyk
- stanowiska zapewniające duszpasterską opiekę nad pracownikami Krajowej Administracji Skarbowej:
  - duszpasterz wskazany przez biskupa[1]

## Budżet, zatrudnienie i wynagrodzenia
Urzędy skarbowe w dniu 1 kwietnia 2015 r. uległy konsolidacji gospodarczej z właściwymi miejscowo (nadzorującymi je) izbami skarbowymi. W wyniku konsolidacji urzędy skarbowe utraciły status jednostek budżetowych i nie są już uprawnione do wydatkowania środków budżetowych, zawierania umów, posiadania mienia. Z kolei izby skarbowe z mocy ustawy przejęły całą gospodarkę finansową urzędów skarbowych, należące do nich mienie oraz stały się stronami umów zawartych przez te urzędy. Innymi słowy pod względem gospodarczym każdy urząd skarbowy został włączony do nadzorującej go izby skarbowej. Od 1 kwietnia 2015 r. izby skarbowe zatrudniały pracowników wykonujących pracę zarówno w urzędach skarbowych, jak i w izbach skarbowych.
Do wyłącznej kompetencji izb skarbowych należy obecnie obsługa urzędów skarbowych w zakresie spraw finansowych, kadrowych, zarządzania majątkiem, zamówień publicznych.
Przed 1 kwietnia 2015 wydatki urzędów skarbowych były realizowane w części 19 budżetu państwa – Budżet, finanse publiczne i instytucje finansowe. Po tym terminie wydatki te realizowane są przez izby skarbowe.

## Historia

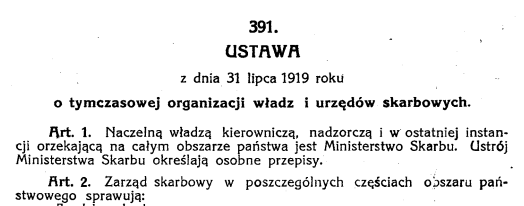
Pierwsza strona ustawy z dnia 31 lipca 1919 roku o tymczasowej organizacji władz i urzędów skarbowych

Po odzyskaniu niepodległości w listopadzie 1918 roku, konieczne było zunifikowanie struktur administracyjnych, sądowniczych i gospodarczych z poszczególnych zaborów. 31 lipca 1919 roku została ogłoszona ustawa o tymczasowej organizacji władz i urzędów skarbowych. Na podstawie tej ustawy urzędy skarbowe dzieliły się na: urzędy do spraw podatków i opłat skarbowych, urzędy do spraw akcyz i monopolów państwowych oraz kasy skarbowe. Podczas trwania dwudziestolecia międzywojennego, struktura, zadania oraz uprawnienia urzędów skarbowych były wiele razy modyfikowane i aktualizowane do coraz bardziej rozwijającego się kraju.
Po zakończeniu II wojny światowej urzędy skarbowe powstały dopiero na mocy ustawy z dnia 29 grudnia 1982 r. o urzędzie Ministra Finansów oraz urzędach i izbach skarbowych. Przejęły niektóre zadania  byłych okręgowych zarządów dochodów państwa i kontroli finansowej oraz zadania wydziałów finansowych prezydiów powiatowych rad narodowych i rad narodowych stanowiących powiaty miejskie. Od 1991 r. urzędy skarbowe stały się samodzielnie bilansującymi jednostkami budżetowymi oraz dysponentami środków budżetowych trzeciego stopnia, co umożliwiało im zarządzanie środkami finansowymi oraz prowadzenie spraw kadrowych. W latach 90. aparat skarbowy w tym urzędy skarbowe były dostosowywane pod względem organizacyjnym oraz właściwości rzeczowej i miejscowej do trwającego w kraju urynkowienia gospodarki. Czynnikiem stymulującym potrzebę ciągłych zmian było między innymi wprowadzenie podatku dochodowego, podatku od towarów i usług oraz numeru NIP, co nakładało na naczelników urzędów nowe zadania. W 1996 r. urzędy skarbowe stały się częścią Administracji Podatkowej, jako jednego z trzech pionów administracyjnych Ministerstwa Finansów. Z biegiem czasu Administracja Podatkowa była reformowana, aż z dniem 1 marca 2017 r. została przekształcona wraz z pionem Służby Celnej i Kontroli Skarbowej w Krajową Administrację Skarbową.